# Stein-Storchschnabel

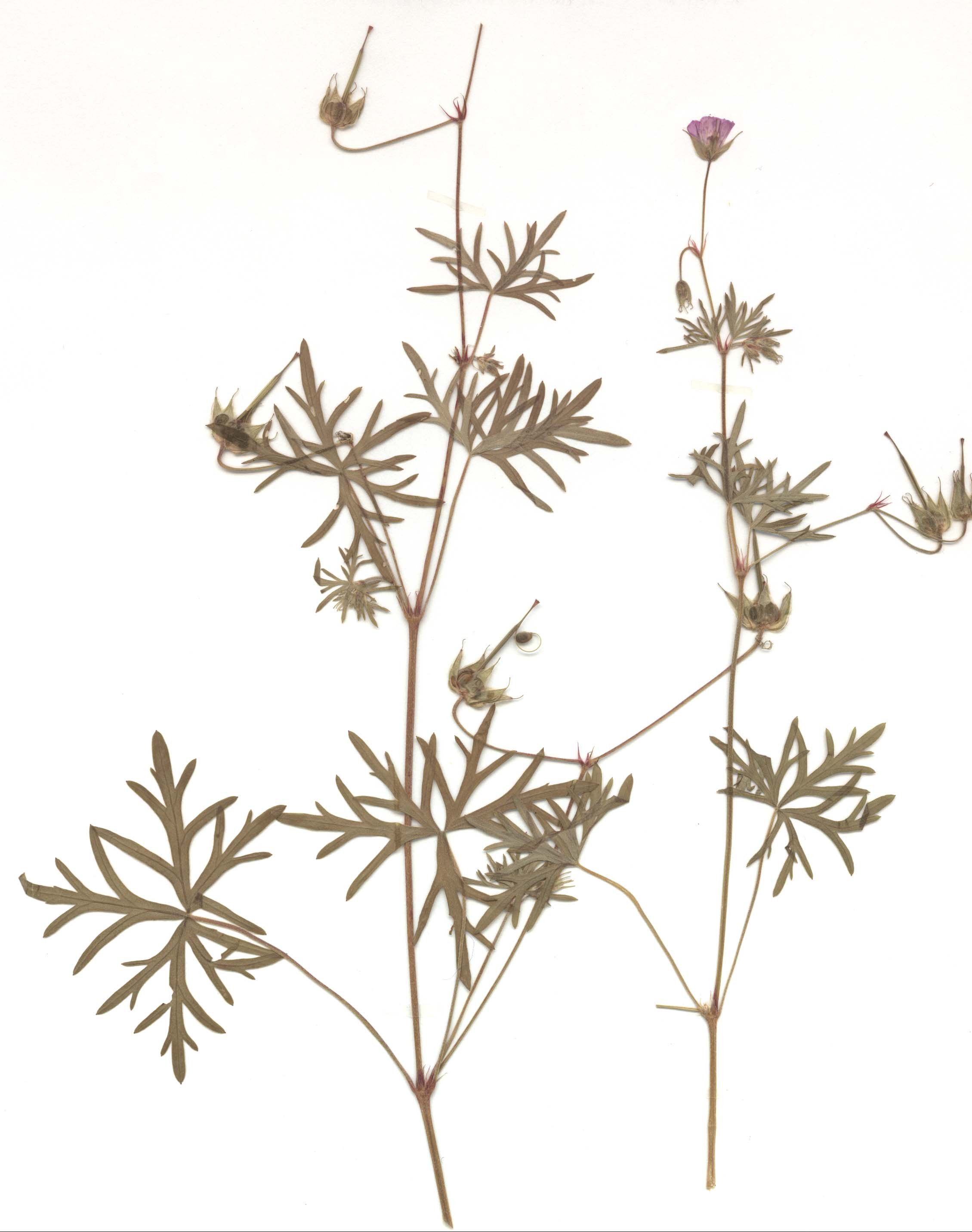
Stein-Storchschnabel (Herbarbeleg)

Der Stein-Storchschnabel (Geranium columbinum), auch als Tauben-Storchschnabel bezeichnet, ist ein in Mitteleuropa zerstreut bis verbreitet vorkommender Angehöriger der Storchschnabelgewächse (Geraniaceae). 

## Beschreibung
Die einjährige krautige Pflanze erreicht eine Wuchshöhe bzw. -länge von 15 bis 60 cm. Der Stängel ist ausgebreitet, aufsteigend oder mehr oder weniger aufrecht. Er ist ebenso wie die langen Blütenstandsstiele mit kurzen, im oberen Teil abwärts-angedrückten Haaren bedeckt. Diese besitzen eine Länge von etwa 0,4 mm. Die Haare am unteren Teil des Stängels können auch nach vorne gerichtet sein, sind aber anliegend. Die ganze Pflanze besitzt keine Drüsenhaare. Die Blattspreite der Grundblätter sind fast bis zum Stielansatz 5- bis 7-teilig, die Blattlappen besitzen 2 bis 3 tiefe Einschnitte oder sind einfach fiederspaltig. Die Blattlappen der Stängelblätter sind einfach bis doppelt fiederteilig. Alle Stängelblätter sind gegenständig. 
Die Kelchblätter besitzen eine 1,5 bis 3 mm lange Granne mit weißem Hautrand und vergrößern sich während der Fruchtreife. Die Kronblätter sind von verkehrt-herzförmiger Form, rosenrot bis purpurn gefärbt, etwa 8 bis 10 mm lang und am Grund bärtig. Zur Blütezeit sind sie etwas länger als der Kelch. Die Frucht besitzt mit Granne eine Länge von etwa 2,5 cm und ist zerstreut behaart.
Er blüht zwischen Mai und September.
Die Art hat die Chromosomenzahl 2n = 18.

## Verbreitung

### Standortansprüche
Der Stein-Storchschnabel wächst in unkrautigen Gesellschaften. Er bevorzugt mäßig-trockene, nährstoffreiche, meist kalkhaltige, lehmige oder sandig-lehmige Böden. Er ist in Mitteleuropa eine Chenopodietea-Klassencharakterart.
Die ökologischen Zeigerwerte nach Landolt et al. 2010 sind in der Schweiz: Feuchtezahl F = 2+ (frisch), Lichtzahl L = 3 (halbschattig), Reaktionszahl R = 4 (neutral bis basisch), Temperaturzahl T = 4 (kollin), Nährstoffzahl N = 3 (mäßig nährstoffarm bis mäßig nährstoffreich), Kontinentalitätszahl K = 3 (subozeanisch bis subkontinental), Salztoleranz 1 = tolerant.

### Allgemeine Verbreitung
Geranium columbinum kommt in Europa bis ins Mittelmeergebiet und östlich bis Zentralasien vor. Eingeschleppt ist er auch in Nordamerika. Er ist ein eurasisch-submediterranes Florenelement. In Österreich kommt er sehr zerstreut vor, während er in der Schweiz allgemein verbreitet zu finden ist. Er steigt im Wallis, im Tessin und in Graubünden bis gegen 1500 Meter Meereshöhe auf.
Er steigt in den Allgäuer Alpen am Südosthang der Mittagsfluh bei Bizau in Vorarlberg bis in Höhen von 1300 m Meereshöhe auf.

### Verbreitung in Deutschland
Der Stein-Storchschnabel ist in Deutschland verbreitet bis zerstreut. Im Nordwesten des Gebiets fehlt er jedoch meistens.

## Sonstiges
Der Samen wird beim Aufrollen der Granne aus dem Fruchtfach ca. 1,5 m weit geschleudert. Also ist es Selbstverbreitung.